# Оттон VIII (пфальцграф Баварії)
Оттон VIII (нім. Otto VIII. von Wittelsbach; (1180  — 7 березня 1209 , Бад-Аббах, Нижня Баварія ) — пфальцграф Баварії з 1189 року, вбивця Філіппа Швабського.

## Життєпис
Народився в сім'ї пфальцграфа Оттона VII. В історичних джерелах вперше згадується у 1193 році як спадкоємець свого батька. Вбивство Філіппа Швабського (першого з римських королів) скоїв 21 червня 1208 року в Бамберзі: згідно з середньовічними джерелами, мечем перерізав йому сонну артерію. З цією подією пов'язані різні легендарні оповідання, але його передумови невідомі. За однією з версій причиною стало розірвання заручин із дочкою Філіппа. Співучасниками злочину вважали маркграфа Генріха Істрійського та його брата, єпископа Егберта Бамбергського — можливо, через те, що вони сприяли втечі Оттона. Його оголосили позбавленим заступництва законів як убивцю. Наздогнаний на Дунаї, 7 березня 1209 він був убитий в Оберндорфі у Кельгайма загоном Генріха Кальдена. Пізніше герцог Людвіг Баварський зруйнував його фортеці та родовий замок Віттельсбах. Голова трупа була відрубана і скинута в Дунай, а тіло довго зберігалося в бочці, доки ченці з Індерсдорфа не викрали її та поховали його останки.